# Milestones (álbum de The Rolling Stones)
Milestones es el séptimo álbum recopilatorio de la banda británica The Rolling Stones, lanzado en 1972 por la discográfica Decca Records. Trepó al puesto nº14 en las listas británicas.

## Lista de canciones
Todas las canciones compuestas por Mick Jagger y Keith Richards, excepto donde lo indica.
Lado uno
1. "(I Can't Get No) Satisfaction"
2. "She's a Rainbow" (Con introducción)
3. "Under My Thumb"
4. "I Just Want to Make Love to You" (Willie Dixon)
5. "Yesterday's Papers"
6. "I Wanna Be Your Man" (John Lennon/Paul McCartney)

Lado dos
1. "Time Is on My Side" (Norman Meade) (Verdadero estéreo)
2. "Get off of My Cloud"
3. "Not Fade Away" (Norman Petty/Charles Hardin)
4. "Out of Time"
5. "She Said Yeah" (Rody Jackson/Sonny Christy) (Falso estéreo)
6. "Stray Cat Blues"